# 告身
告身（こくしん）とは、中国において官位・爵位を与えられた官吏に授けられた辞令・身分証明書。宋代には告詞（こくし）とも呼ばれた。日本における位記のルーツと言われている。

## 概要
南北朝時代の末期から始まったと考えられ、隋・唐で制度として整えられた。唐では尚書省からの符の書式に則った告身が授与されていたが、官爵の上下によって冊授（制書の交付+冊命の儀で任官）、制授（制書にて任官）・勅授（勅書にて任官）、奏授（奏抄にて任官）、判補（諸司の判にて任命）に分かれている。制授・奏授・判補については令において手続や告身の具体的な書式が定められ、冊授・勅授は別途定められていた。安史の乱以降は制授・奏授は勅授の形式を採用するようになった。
告身は官吏にとっては身分証明になるだけでなく、転任あるいは引退後は在官証明書になり、犯罪を犯したときに官当（告身を没収される代わりに刑罰を免除される）の特権を受け、更に没後も子孫が恩典として任官を認められる（唐の官蔭・宋の恩蔭）際にも必要とされたため、本人が没しても子孫に至るまで厳重に保管された。また、子孫にとっては祖先を顕彰したり、一族の求心力を維持したりするためのアイテムとしての役割を担っていた。すなわり、告身（告詞）は官吏の身分を実体化したものであると言える。
官吏にとって告身を得ること、そしてそれを所持することの重要性を伝える怪異譚として次のような話がある。
南宋の紹興年間、首都の臨安は火災が多かった。そこで県尉から昇進して中央に召されることになった林某は自身の告身を自分の袖の中にしまって失くさないようにしていたにもかかわらず、何度も紛失した。そのたびに林某は自身の俸禄の数倍の賞金を出して探し求めて見つけて貰うことが続いた。そんなある日、林某しかいない筈の彼の部屋から口論が聞こえ、翌朝泊まっていた邸店の人達が中に入って見ると林某は剪刀で自殺していた。実は林某は地方の県尉をした時に無実の人を冤罪に陥れて殺害して功績を捏造して中央に召された。告身の紛失も口論の末の自殺もその時殺された人の応報であったという（『夷堅甲志』巻第五「林県尉」）。
林某の話は極端な話ではあるものの、自身と子孫のために新しい告身を得てそれを失くさないようにするのに必死な当時の官僚の姿が見える。
唐代の告身のいくつかは現存しており、特に書家として名高い顔真卿が制作を担当することになった自分自身の告身とされるものが日本の台東区立書道博物館に伝えられている（顔真卿自書建中告身帖）。